# Туфаново (Тверская область)
Туфаново — деревня в Калязинском районе Тверской области. Входит в состав Нерльского сельского поселения.

## География
Деревня расположена в 16 км на юго-запад от центра поселения села Нерль и в 40 км на юг от райцентра города Калязина. В 1,5 км от деревни находится Воскресенский погост в Заволножье.

## История
Воскресенский погост в Заволножье близ деревни упоминается в Дмитровской Писцовой книге 1627-29 годов, а в нем церковь Воскресения Христова да придел Николы Чудотворца. В клировой ведомости 1796 года на погосте Воскресенском в Заволножье показана церковь Воскресенская, построенная в 1697 году.
В 1801 году на Воскресенском погосте была построена каменная Воскресенская церковь с 3 престолами.
В конце XIX — начале XX века деревня Туфаново вместе с погостом входили в состав Озерской волости Калязинского уезда Тверской губернии. 
С 1929 года деревня входила в состав Старовского сельсовета Нерльского района Кимрского округа Московской области, с 1935 года — в составе Калининской области, с 1956 года в составе — Калязинского района, с 1994 года — в составе Крюковского сельского округа, с 2005 года — в составе Нерльского сельского поселения.

## Население
| 1859 | 2002 | 2008 | 2010 |
| ---- | ---- | ---- | ---- |
| 107  | ↘2   | ↘0   | →0   |

## Достопримечательности
На Воскресенском погосте близ деревни сохранилась колокольня церкви Воскресения Христова (1801)